# Arcano (Editrice Nord)
Arcano è stata una collana editoriale di narrativa fantastica pubblicata in Italia da Editrice Nord per 2 anni, dal 1971 al 1972, con un'appendice di uscite fra 1973 e 1974; fu di fatto chiusa e rilanciata nella più famosa Fantacollana.

## Storia
Fondata nel 1970 dal curatore editoriale Gianfranco Viviani, Editrice Nord mirava a importare nelle librerie italiane i capisaldi della letteratura speculativa anglofona, fino ad allora tradotti esclusivamente in riviste e periodici da edicola (come Urania di Mondadori e Cosmo di Ponzoni) oppure in volumi venduti per corrispondenza (ad esempio le selezioni Science Fiction Book Club di La Tribuna e Slan di Libra); a tale scopo la neonata casa editrice lanciò immediatamente due collane gemelle dedicate alla fantascienza, Cosmo Oro e Cosmo Argento, e l'anno successivo vi affiancò la linea Arcano, dedicata invece alla narrativa di magia e sovrannaturale. Tale nuova proposta era per sua natura ibrida e, non a caso, la copertina di ciascuna uscita indicava l'appartenenza dell'opera a uno di tre filoni paralleli: Arcano Magia per le opere di realismo magico o slipstream, Arcano Fantasia per il vero e proprio fantasy, Arcano Orrore per, appunto, l'horror.
La collana Arcano avrebbe dovuto pubblicare a cadenza mensile ma operò in modo irregolare per un solo anno, da ottobre 1971 a ottobre 1972, e fu sospesa dopo solo 8 uscite, senza mai entrare a pieno regime: nel maggio 1973, infatti, Editrice Nord lanciò sul mercato Fantacollana, una linea esplicitamente dedicata a fantasy e science fantasy (e quindi più chiaramente complementare alle due linee Cosmo) e vi fece confluire diversi materiali già calendarizzati per Arcano: la nona uscita di Arcano apparve sempre nel maggio 1973 ma era ormai priva in copertina dell'indicazione Magia-Fantasia-Orrore, mentre la decima e ultima uscita, pubblicata nel 1974, era un'opera del romanziere e fumettista italiano Pier Carpi e presentava una veste grafica completamente diversa dai precedenti volumi. Da quel momento in poi Nord non offrì più una proposta di narrativa dell'orrore fino al 1990, quando venne aperta la collana Le Ombre.
Per tutta la sua breve attività, Arcano fu curata congiuntamente da Renato Prinzhofer e Riccardo Valla, i quali successivamente dirigeranno anche Fantacollana. I volumi erano stampati nel medesimo formato utilizzato per Cosmo Argento, Cosmo Oro e Fantacollana: rilegatura cartonata con sovracopertina e foliazione di 195 x 124 mm.

## Elenco delle pubblicazioni
| Numero | Filone   | Autore             | Titolo                   | Note                                                                               | Anno |
| ------ | -------- | ------------------ | ------------------------ | ---------------------------------------------------------------------------------- | ---- |
| 1      | Fantasia | L. Sprague de Camp | La torre di Goblin       | Primo romanzo della trilogia del Re Riluttante entro il ciclo di Novaria.          | 1971 |
| 2      | Magia    | Dennis Wheatley    | Il battesimo del diavolo | Romanzo auto-conclusivo del ciclo del duca de Richleau.                            | 1971 |
| 3      | Orrore   | Abraham Merritt    | Brucia strega brucia     | Primo romanzo della dilogia del dott. Lowell.                                      | 1971 |
| 4      | Magia    | Peter Saxon        | L'aborigeno              | Primo e unico romanzo dell'esalogia dei Guardiani tradotto in Italiano.            | 1972 |
| 5      | Fantasia | Robert E. Howard   | Conan il conquistatore   | Nono volume della saga di Conan il cimmero, è l'unico romanzo canonico del ciclo.  | 1972 |
| 6      | Magia    | James Blish        | Pasqua nera              | Terzo romanzo della tetralogia Dopo siffatta conoscenza.                           | 1972 |
| 7      | Orrore   | Julius Fast        | Occhi grigi              |                                                                                    | 1972 |
| 8      | Magia    | Fritz Leiber       | Ombre del male           |                                                                                    | 1972 |
| 9      | Orrore   | John Blackburn     | Solo la notte            | Calendarizzato come undicesima uscita nella quarta di copertina di Ombre del Male. | 1973 |
| 10     |          | Pier Carpi         | Un'ombra nell'ombra      | Adattato per il cinema nel film omonimo, diretto dall'autore stesso.               | 1974 |

La quarta di copertina di Ombre del Male preannunciava come nona, decima e dodicesima uscita della collana Arcano i romanzi L'anello del tritone di L. Sprague de Camp (in Fantasia), Ali della notte di Robert Silverberg (in Fantasia), e I gioielli di Aptor di Samuel R. Delany (in Magia), ma essi divennero invece i primi tre numeri di Fantacollana; nella nuova linea apparvero pure i successivi volumi dei cicli di Novaria e di Conan il cimmero. Anche Abraham Merritt e Fritz Leiber sarebbero riapparsi in Fantacollana: l'uno con il romanzo Il pozzo della luna, l'altro con le raccolte di racconti dedicate a Fafhrd e il Gray Mouser e con il romanzo Nostra signora delle tenebre.